# Ljungsborg
Ljungsborg är en bebyggelse söder om Bankekind vid riksväg 35 i Bankekinds socken i Linköpings kommun. Mellan 2015 och 2020 avgränsade SCB här en småort.